# یحیی خان
آغا محمد یحیی خان قزلباش بیشتر شناخته‌شده به‌نام یحیی خان (زاده ۴ فوریهٔ ۱۹۱۷ – درگذشته ۱۰ اوت ۱۹۸۰) سیاستمدار پاکستانی و سومین رئیس‌جمهور پاکستان از ۲۵ مارس ۱۹۶۹ (میلادی) تا ۲۰ دسامبر ۱۹۷۱ (میلادی) بود.

## روزشمار
- ۲۵ مارس ۱۹۶۹: بعد از ماه‌ها اغتشاش محمد ایوب خان قدرت را به ژنرال یحیی خان رئیس ارتش سپرد.
- - طوفان - بهولا ۱۹۷۰ - مواجه شد که باعث مرگ ۵۰۰ هزار نفر شد
- ۷ دسامبر ۱۹۷۰: حزب عوامی لیگ، مستقر در شرق پاکستان، در انتخابات عمومی برنده شد و یحیی خان در واکنش، حاضر به سپردن قدرت نشد، اغتشاشات در شرق شروع شد و جنگ داخلی به راه افتاد.
- ۲۰ دسامبر ۱۹۷۱: یحیی خان استعفا داد، ذوالفقار علی بوتو رئیس‌جمهوری شد. بعدتر سیستم پارلمانی ایجاد شد و بوتو نخست‌وزیر شد.
- ژنرال یحیی خان رئیس‌جمهور سابق پاکستان بازداشت شد(۱۳۵۰ش) / به‌دنبال تظاهرات شدید خیابانی در پاکستان ژنرال یحیی خان از ریاست جمهوری کنار رفت؛ و ذوالفقار علی بوتو رئیس‌جمهور شد(۱۳۵۰ش)